# Nintendo Switch Pro Controller
Nintendo Switch Pro Controller (Controle Pro do Nintendo Switch em português) é um controlador de jogo sem fio para o console Nintendo Switch, fabricado e lançado pela Nintendo. Diferente dos Joy-con, o Controle Pro possui um design mais tradicional para os jogadores da plataforma. O controlador possui suporte para comunicação por campo de proximidade (NFC) permitindo o uso de amiibos nos jogos. O layout dos botões e analógicos é semelhante ao do controlador de GameCube. Ele possui sensores de movimento, giroscópio e um novo controle de vibração chamado Vibração HD com uma resposta háptica bem precisa.

## Características
Disponível separadamente, ele funciona como um controle adicional ao console. O Nintendo Switch permite o emparelhamento de até oito Controles Pro simultaneamente ou com Joy-Cons inclusos no console. Além disso, o Controle Pro também pode ser emparelhado ou conectado com o cabo a um PC com Windows, para jogos suportados pela Steam através de uma atualização beta do cliente de 9 de maio de 2018. A duração da bateria dura até 40 horas de uso e o tempo de carregamento é de aproximadamente 6 horas

## Edições especiais
O Controle Pro é vendido tradicionalmente na cor preta. Alguns modelos temáticos de jogos da Nintendo foram lançados posteriormente.
- Xenoblade Chronicles 2 Edition: alças na cor rosa inspiradas na personagem Pyra.
- Super Smash Bros. Ultimate Edition: alças na cor branca e com um desenho da logo da franquia no centro do controle.
- Splatoon 2: alça verde (esquerda) e alça rosa (direita) com um desenho de tinta.